# Cleveland Cavaliers 2003-2004
La stagione 2003-04 dei Cleveland Cavaliers fu la 34ª nella NBA per la franchigia.
I Cleveland Cavaliers arrivarono quinti nella Central Division della Eastern Conference con un record di 35-47, non qualificandosi per i play-off.

## Roster
| N° | Naz.                   | Ruolo | Sportivo           | Anno | Alt. | Peso |
| -- | ---------------------- | ----- | ------------------ | ---- | ---- | ---- |
| 0  | Stati Uniti (bandiera) | G     | Jeff McInnis       | 1974 | 193  | 86   |
| 1  | Stati Uniti (bandiera) | A     | Carlos Boozer      | 1981 | 206  | 117  |
| 2  | Stati Uniti (bandiera) | G     | Dajuan Wagner      | 1983 | 188  | 91   |
| 3  | Stati Uniti (bandiera) | G     | J.R. Bremer        | 1980 | 188  | 84   |
| 4  | Stati Uniti (bandiera) | AC    | Tony Battie        | 1976 | 211  | 104  |
| 4  | Stati Uniti (bandiera) | C     | Chris Mihm         | 1979 | 213  | 120  |
| 5  | Stati Uniti (bandiera) | G     | Kedrick Brown      | 1981 | 201  | 101  |
| 8  | Stati Uniti (bandiera) | G     | Mateen Cleaves     | 1977 | 188  | 93   |
| 11 | Lituania (bandiera)    | C     | Žydrūnas Ilgauskas | 1975 | 221  | 108  |
| 12 | Stati Uniti (bandiera) | G     | Kevin Ollie        | 1972 | 193  | 88   |
| 13 | Stati Uniti (bandiera) | C     | Michael Stewart    | 1975 | 208  | 104  |
| 14 | Stati Uniti (bandiera) | A     | Ira Newble         | 1975 | 201  | 100  |
| 21 | Stati Uniti (bandiera) | A     | Darius Miles       | 1981 | 206  | 95   |
| 23 | Stati Uniti (bandiera) | A     | LeBron James       | 1984 | 203  | 109  |
| 24 | Stati Uniti (bandiera) | A     | Jason Kapono       | 1981 | 203  | 97   |
| 31 | Stati Uniti (bandiera) | G     | Ricky Davis        | 1979 | 198  | 88   |
| 32 | Stati Uniti (bandiera) | C     | Jelani McCoy       | 1977 | 208  | 111  |
| 41 | Croazia (bandiera)     | C     | Bruno Šundov       | 1980 | 218  | 100  |
| 52 | Senegal (bandiera)     | C     | DeSagana Diop      | 1982 | 213  | 136  |
| 54 | Stati Uniti (bandiera) | A     | Lee Nailon         | 1975 | 206  | 108  |
| 55 | Stati Uniti (bandiera) | A     | Eric Williams      | 1972 | 203  | 100  |

## Staff tecnico
- Allenatore: Paul Silas
- Vice-allenatore: Bob Donewald, Mark Osowski, Stephen Silas